# Ориёндех
Ориёндех (тадж. Ориёндеҳ; до 2024 года — Свердлов) — село в Хатлонской области Республики Таджикистан. 
Входит в состав джамоата (сельской общины) им. Худойназара Холматова Шахритусского района.
Находится на расстоянии 2 км от райцентра (пгт. Шахритус) и 2 км от центра джамоата (село Кахрамон).
Прежнее название — Свердлов.
Название села означает «село арийцев».
Население — 1359 чел. (2017).